# Caratas
Os Caratas são um grupo étnico do Daguestão, pertencente ao grupo do Avares. São na sua maioria muçulmanos sunitas.